# Il-112 (航空機)
Il-112
飛行試験中のIl-112
- 用途：軍用輸送機
- 設計者：イリューシン
- 製造者：ヴォロネジ航空機製造合同
- 運用者： ロシア
- 初飛行：2019年3月30日
- 生産開始：2019年を予定[1]

Il-112は、イリューシン設計局がIl-114をベースに開発しているAn-26とAn-24の後継となる輸送機である。

## 開発

### 開発の開始・最初の開発停止
Il-112の開発はAn-26の後継機として民間型の予備設計が公的資金ではなくイリューシンの内部資金で1990年代前半から開始され、メディアでは旅客機と発表された。イリューシンは航空機生産の資金調達のため「Il-バシコルトスタン」を設立し、Il-112プログラムの資金をバシコルトスタンの石油の販売収益から確保した。Il-112の量産は1994年にクメルタウ航空機生産合同で行うことが計画された。続いてヴォロネジ航空機合同で量産することが計画され、後に正式に決定された。しかし、経済危機のために開発作業は停止した。

### 軍用機としての再開
2004年4月、Il-112Vはロシア国防省が実施したAn-26の後継となる軽量軍用輸送機の開発に向けた設計コンペにおいて、MiG-110、M-60LVTS、Tu-136Tと競合の末勝利した。機体のレイアウトと予備設計は同年12月に提示され、2005年5月第61空軍司令官のヴィクトル・デニソフ中将は、メディアに対し「最初のIl-112は2006年に初飛行し、2007年に最初のバッチがリリースされる」と述べた。翌年4月、アレクサンドル・ゼーリンはIl-112の採用を計画しているとの声明を発表した。

### 開発の遅れ・2度目の開発停止
2009年8月5日、初飛行の予定が2011年に変更され、70機の発注が期待されると報道された。しかしその後もIl-112は開発遅延を繰り返し、財源の不足および技術的問題（エンジン出力が当初想定の3500馬力から2800馬力に低下して出力不足）などにより同年アナトーリー・セルジュコフ国防相がIl-112の開発凍結を指示した。これに伴い翌年8月、ロシア国防省は軍はこのクラスの航空機が多数必要なわけではないことを指摘して開発費用の支払いを一時停止したことから、試作機の製造も停止された。4機(飛行試験機2機、地上試験機2機)の試作機製造には8億ルーブルが必要であったため、国防省は4機の試作機製造のために国防予算以外から資金を得て開発する可能性を探るよう提案した。
一連の流れを経て2011年5月、ロシア国防省は正式にIl-112の軍用輸送型の調達を放棄し、7機のAn-140Tを購入することを決定した。これを受けVASOは、同年7月20日に1機の試作機の製造を停止したことを発表した。

### 2度目の開発の再開
2012年10月16日、ドミトリー・ロゴージン副首相は二国間の政府間委員会においてインドに共同生産を提案していると発言した。
2012年12月24日、ロシア国防省は供給の遅延と試験でいくつかの欠陥が明らかになったことを理由に、An-140の調達を中止した。これに関連し翌年1月10日にロシア空軍がIl-112の開発再開を検討していることが報じられた。
2013年6月24日、ロシアが新たに実施されるAn-26の後継機の選定において、An-140TとIl-112を検討していることが報じられた。同年6月26日には、イリューシン設計局が新しいターボプロップエンジンを確保するためにクリモフ設計局に対して技術仕様を送付したことも判明した。
2013年8月12日、イリューシンのゼネラル・デザイナーであるヴィクトル・リバノフは、航空機に関する作業が再開され、2018年までにロシアが2機を受領する予定であると述べ、開発の再開が確認された。同氏はこの決定はユーリ・ボリソフ第一副国防相によるもので、理由としてAn-140Tは胴体の直径を大きくする必要があるなど多くの変更が必要で、それは実質的に新しい航空機を開発するのに等しいということ、また部品の供給が途絶する危険性があるといったことが挙げられたことも明かした。
2014年12月23日、イリューシンはIl-112の開発契約を締結し、最初の試作機は2016年に完成、最初の量産機は2018年からの出荷を予定していることを明らかにした。翌年4月2日、イリューシンはtechnodynamicsとIl-112用の電源システムの開発のための契約を締結、同年6月11日にロシア国防省がIl-112の技術設計を承認した。
2015年7月30日、イリューシンはtechnodynamicsとIl-112のシャーシおよび油圧シリンダの開発のための契約を締結した。
2015年8月27日、VASOは最初のプロトタイプの生産を開始した。
2015年9月2日、ロシア軍によるテストが2019年より開始されることが明らかとなった。
2016年1月20日、アヴィアスタル-SPは最初の部品の生産を開始した。
2015年12月10日、VASOはIl-112製造のため13億ルーブル以上の費用をかけて設備をアップグレードすることを計画していることが報じられた。
2016年9月、ロシア副国防相のユーリ・ボリソフは生産契約に署名しようとしていると会議において発表し、UACはこの契約に基づきシリアル番号0103と0104の2機が2019年以降、開発作業に使用されるとした。
2016年7月、TsAGIの風洞においてフラッターモデルの第一段階の試験が実施された。
2016年12月、イリューシンのディレクター、ドミトリー・セヴェリェフは最初のバッチ2機を供給するための契約が2017年に署名されると発表。また初飛行は2017年7月より前に行われなければならないとした。
2017年1月28日、ロゴージン副首相はVASOを訪問した際に7月1日に飛行すると発言した。

### 3度目の開発の遅れ
2017年4月11日、UACの社長であるユーリ・シュルサルは納入が2021年になると発表した。5月29日にはロゴージン副首相が初飛行は2017年末になると発表した。しかし6月20日にイリューシンのチーフデザイナーであるニコライ・タリコフは初飛行が2018年初めに延期されたと発表した。初飛行の延期は主に各装置に関連するもので、量産の開始時期には影響しないと述べた。これについて7月19日付の軍産複合体内部のRNSソースによるとIl-112Vは基本的に新しいシステムを備えた新しい機体であり、システム・機体それぞれについて、大量の試験のみならず新しい試験方法そのものを開発する必要もあったためだという。
2017年8月19日、ロゴージン副首相はIl-112Vの試験のための準備が最終段階にあることを報告した。

## 設計
Il-114がベースとなっているが、胴体の長さは6.2メートル減少し高翼配置となっている。主翼は直線翼で、垂直尾翼は垂直安定板と方向舵で構成されるT字型である。主翼はロシアの輸送機では初となるモノリシック翼(一体主翼、これまでは胴体に接続する中央部とそれ以外で分割されていた)が採用されている。フラップは油圧式でなく電気で動作するようになっており、システムの重量を軽減し、その性能と保守性を向上させている。この主翼は特別なブラケットとブレースの助けを借りて2つのパワーフレームで胴体上端に装着される。
主脚は胴体脇のバルジに納められており、格納式のホイールには、テレスコピックタイプの衝撃吸収システムが装備されている。このため、非舗装飛行場における運用も可能である。昼や夜、悪天候下でも任務を遂行でき、ICAOカテゴリーIIの飛行場への自動着陸や計器着陸装置がない不十分な装備の飛行場への手動着陸も可能。キャビンの大きさは、長さ11.28m(床の長さは8.4m)、幅2.48m、高さ2.42mで、貨物の積み降ろしのためのローディングランプが取り付けられる。一方で短距離離陸・着陸ミッションには適していない。貨物室にはUAZ-452クラスの車両を2両あるいは最大50人の人員、最大25人のパラシュート・武装装備の兵士を積載可能。
エンジンやアビオニクスについては、Il-114-300と共通のものとなる予定である。アビオニクスには高度な統合型デジタルアビオニクススイートIKBO-112が装備され、システムには、プライマリ・フライト・ディスプレイ（PFD）、多機能ディスプレイ（MFD）/ナビゲーション表示（ND）、エンジン計器・乗員警告システム（EICAS）/電子集中型の航空機モニタリング（ECAMと同等の装置）が装えられる。すべての航空情報ならびに航空機システムの動作に関する情報は、コックピットに5つある液晶ディスプレイに表示される。またモスクワ電気機械技術・オートメーション研究所により開発されているストラップダウン慣性航法システムが装備される予定。
エンジンにはTV7-117STが装備される。このエンジンは、An-26のAI-24VTと比較して2.4倍の燃料効率を持っており、航続距離に貢献している。出力は離陸時2,800馬力、最大離陸時3,000馬力だが緊急時に限って3,500馬力の出力を発揮できる。騒音レベルや有害物質の排出についても、ICAOの規制に準拠している。計画当初はTV7-117Sを搭載予定であったが、SMに変更され最終的にSTになった経緯がある。
自己防御用には、DIRCMなどを含んだヴィテブスク防衛システムが搭載される。
機体は大きな修理せずに、耐空性に必要なレベルを提供出来るとされており、割り当てられたリソース内（45,000飛行時間または30,000回の飛行、35年の寿命）において最小限の運用コストで運用できる。

## 製造
IL-112Vの開発と生産は30のロシア企業と50以上の航空機部品サプライヤーの参加を伴う。着陸装置はアビアアグレガット、複合材料の製品や部品の供給はAerocomposite、ハッチ、ドア、胴体パネルおよび他の機体の部品をアヴィアスタル-SP、エンジンの製造をクリーモフがそれぞれ担当する。残りの85％の部品の製造と機体の最終組み立ては、ヴォロネジ航空機製造合同（VASO）によって実施される。初期の2機の生産には使い捨ての治具が使われたが今後の計画として年間8-12機の生産を行う予定である。

## 型式
Il-112V
軍用の輸送機型。
Il-112T
民間用の貨物機型。

## 運用
イリューシンでは国防省、FSB、緊急事態省やその他の省庁に需要があるとみており、2030年まで、200機が公共のカスタマーに渡される計画があり議論しているとした。
 ロシア
ロシア空軍が運用しているAn-26（70機導入し37機が稼働）の後継機として2013年末までに62機の導入を行うとしていた。しかし、2015年3月にはこれは35機に減少し、5月には2020年までの供給数が減少すると報じられた。2016年9月ユーリ・ボリソフ副国防相は2017年に48機の生産のための契約を署名しようとしていると会議において発表した。
ロシア国防省では100機以上を購入する計画である。

### 輸出
2015年6月の時点で装備された機材の機密を守るため輸出は考えられていないが、将来的にこれらの機材を外した型式が開発される予定である。インドとウルグアイが興味を示している。

## 主な事故
2021年8月17日、22日から開催予定のMAKS2021に参加準備のため訓練飛行中の試作機の右エンジン付近より出火。機体は右に190°以上のロールをおこし、墜落・炎上した。搭乗者3名は全員死亡、機体は全損した。

## 仕様
出典: ilyushin.org, topwar
諸元
- 乗員: 2名
- 定員: 44名
- 全長: 23.14 m （75 ft 11 in）
- 全高: 8.87 m （29 ft 1 in）
- ローター直径: 25.74 m （84 ft 5 in）
- 運用時重量: 6,000 kg （13,000 lb）
- 最大離陸重量: 21,000 kg （46,300 lb）
- 動力: TV7-117ST ターボプロップ、2,100 kW （2,800 hp）   × 2

性能
- 巡航速度: 550-580 km/h （340-360 mph）
- 航続距離: 2トンの荷物を搭載して5,000 km、最大積載で1,000 km
- 実用上昇限度: 9,000 m （30,000 ft）